# Bojary (sielsowiet Indura)
Bojary (biał. Баяры) – wieś na Białorusi, położona w obwodzie grodzieńskim w rejonie grodzieńskim w sielsowiecie indurskim.
W latach 1921–1939 Bojary ówczesny folwark należał do gminy Indura, w powiecie grodzieńskim, w ówczesnym województwie białostockim.
Według Powszechnego Spisu Ludności z 1921 roku okolicę zamieszkiwało 122 osoby, 112 było wyznania rzymskokatolickiego a 10 prawosławnego. Jednocześnie 120 mieszkańców zadeklarowało polską przynależność narodową, 1 białoruską i 1 inną. Było tu 12 budynków mieszkalnych.
Miejscowość należała do parafii rzymskokatolickiej i prawosławnej w Indurze.
Podlegała pod Sąd Grodzki w Indurze i Okręgowy w Grodnie; właściwy urząd pocztowy mieścił się w Indurze.